# عبدالرحمن ابوبکر
عبدالرحمن ابوبکر (انگلیسی: Abdurahman Abubakar؛ زادهٔ ۳ اوت ۱۹۹۰دوحه) یک بازیکن فوتبال اهل قطر است.
وی همچنین در تیم ملی فوتبال قطر بازی کرده‌است.